# فيليبي أوغستو (لاعب كرة قدم مواليد 1993)
فيليبي اوغستو (6 مارس 1993 بغوفيرنادور فالاداريس في البرازيل - ) هو لاعب كرة قدم برازيلي في مركز الهجوم.

## روابط خارجية
- فيليبي أوغستو على موقع قاعدة بيانات كرة القدم.إي يو (الإنجليزية)
- فيليبي أوغستو على موقع Soccerway.com (الإنجليزية)